# Folkkommun

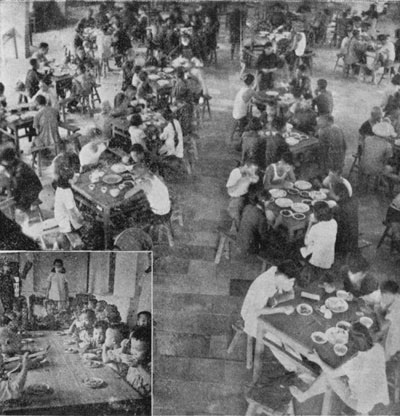
Kollektiv matsal i en Folkkommun, vilken skulle ersätta matlagningen i individuella hushåll.

Folkkommun (kinesiska: 人民公社?, pinyin: rénmín gōngshè) var en administrativ och ekonomisk enhet som samordnade jordbruks- och industriproduktionen på landsbygden i Folkrepubliken Kina åren 1958-1985.

## Bakgrund
Folkkommunerna var en produkt av den omfattande kollektivisering av det kinesiska jordbruket som pågått sedan mitten på 1950-talet, där småjordbrukare som fått egen mark att bruka under jordreformerna sedan uppmuntrats eller tvingats organisera först kooperativ och sedan regelrätta kollektivjordbruk.
Själva idén att lansera folkkommuner framfördes på en partikonferens i början på 1958 och namnet lånades från Pariskommunen, som haft en betydelsefull roll som förebild inom den internationella kommunistiska rörelsen sedan Karl Marx dagar.
Den första folkkommunen grundades i Suiping härad i södra Henan-provinsen i april 1958 och kallades "Sputnik" (卫星) efter den sovjetiska satelliten med samma namn. Den bestod av 27 kooperativ och omfattade 43.000 människor. Enligt ursprungsidén skulle folkkommunerna vara självförsörjande och utöva administrativa, politiska och ekonomiska funktioner. De hade ungefär samma storlek som socknen (kinesiska: 乡?, pinyin: xiāng), som tidigare varit den lägsta administrativa enheten på landsbygden.

## Det Stora språnget
Efter det att kommunistpartiets ordförande Mao Zedong gett sitt godkännande 1958 omorganiserades hela den kinesiska landsbygden i folkkommuner som en del av det Stora språnget, vilket var en masskampanj för att utveckla Kina ekonomiskt på rekordtid under Kinas andra femårsplan. Under kampanjen slog man samman ungefär 750.113 jordbrukskooperativ som omfattade 120 miljoner bondehushåll till cirka 26.000 folkkommuner.
En folkkommun kunde omfatta mellan 5000 och 20.000 hushåll och indelades i sin tur i produktionsbrigader (kinesiska: 生产大队?, pinyin: shēngchǎn dàduì) vilka i sin tur delades upp i produktionslag (kinesiska: 生产队?, pinyin: shēngchǎnduì). Ett produktionslag kunde omfatta mellan 20 och 30 hushåll och ersatte därmed den gamla byn (kinesiska: 村?, pinyin: cūn) som social enhet.
Folkkommunerna fick inte bara ansvar för planeringen och organiseringen av jordbruket utan uppmuntrades inledningsvis även att organisera stålproduktion med småskaliga masugnar som framställde järn genom att smälta metallskrot. Under det Stora språngets höjdpunkt avskaffades även familjemåltiderna och folkkommunernas invånare tvingades äta i kollektiva matsalar, där det var meningen att man skulle kunna äta sig mätt gratis.

## Hungersnöd och omorientering
Den nya organisationen fick förödande konsekvenser för folkförsörjningen och ledde till massiv svält i stora delar av Kina åren 1959-62, där mellan 30 och 40 miljoner beräknas ha dött i hungersnöden. De främsta orsakerna till hungersnöden var misshushållning med resurserna och överdrivna spannmålskvoter som ledde till att staten krävde in så mycket spannmål att man skapade livsmedelsbrist på landsbygden.
Den kommunistiska ledningen tvingades till slut att avskaffa flera av folkkommunernas med extrema inslag och gjorde även vissa eftergifter för småskaligt privatjordbruk inom folkkommunerna för att säkerställa livsmedelsproduktionen, vilket gjorde att jordbruksproduktionen återhämtade sig under mitten av 1960-talet. Man avskaffade de kollektiva matsalarna, som var massivt impopulära, och delade upp antalet folkkommuner för att främja småskalighet, vilket ledde till att antalet folkkommuner ökade till cirka 74.000. Folkkommunerna behölls dock och för att popularisera dem lyftes en produktionsbrigad i Dazhai fram som en mönsterbrigad i jordbruket.
Folkkommunerna behölls dock som administrativa och ekonomiska enheter flera år efter kulturrevolutionens slut 1976.

## Folkkommunernas upplösning
Upplösningen av folkkommunerna inleddes delvis spontant på landsbygden där bönder delade upp den kollektiva marken för individuellt bruk. På så sätt kunde man uppfylla de centralt fastställda spannmålskvoterna för folkkommunerna samtidigt som man kunde behålla överskottet och även sälja det på marknaden. Det mest kända exemplet på detta är den hemliga överenskommelser som arton hushåll bybor ingick i hemlighet i Fengyang härad i december 1978 för att dela upp jorden. I samband med att Deng Xiaoping steg till makten 1978-79 legaliserades denna de facto privatisering av jordbruket som "ansvarssystemet".
Den formella upplösningen av folkkommunerna skedde i samband med att Folkrepubliken Kinas konstitution antogs i december 1982, enligt vilken folkkommunerna ersattes med socknar (kinesiska: 乡?, pinyin: xiāng), etniska socknar (kinesiska: 民族乡?, pinyin: mínzú xiāng) eller köpingar (kinesiska: 镇?, pinyin: zhèn).